# Bottenweiler
Bottenweiler ist ein Gemeindeteil der Gemeinde Wörnitz im Landkreis Ansbach (Mittelfranken, Bayern). Bottenweiler liegt in der Gemarkung Wörnitz.

## Geographie
Das Dorf liegt auf einer flachhügeligen Ebene am Schwarzenbach, einem rechten Zufluss der Wörnitz. Die Kreisstraße AN 5 führt nach Mühlen (1 km nördlich) bzw. nach Zumhaus (1,6 km südöstlich). Die Kreisstraße AN 4 führt nach Waldhausen (1,3 km östlich) bzw. nach Oberampfrach zur Staatsstraße 2222 (3,5 km südwestlich).

### Klima

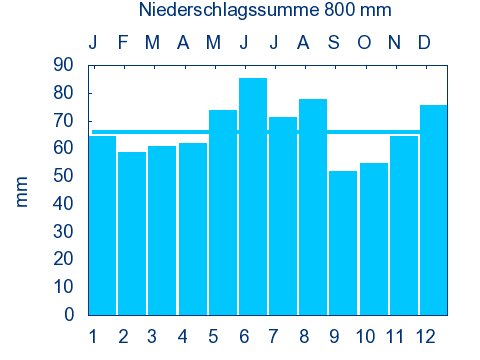
Diagramm Niederschlagsmittelwerte Neuendettelsau für den Zeitraum von 1961 bis 1990
Niederschlagsdiagramm für Neuendettelsau (blaue Kurve) vor den Mittelwerten (Quantilen) für Deutschland (grau)

Die durchschnittliche Niederschlagsmenge pro Jahr beträgt 800 mm.

## Geschichte
Bottenweiler lag im Fraischbezirk des ansbachischen Oberamtes Feuchtwangen. 1732 gab es 11 Anwesen (8 Anwesen, 1 Anwesen mit Wirtschaft, 1 Anwesen mit Schmiede, 1 Anwesen mit Backgerechtigkeit) und 1 Gemeindehirtenhaus. Die Reichsstadt Dinkelsbühl war Dorf- und Gemeindeherr sowie Grundherr sämtlicher Anwesen. Bis zum Ende des Alten Reiches hatte sich an den Verhältnissen nichts geändert. Von 1797 bis 1808 unterstand der Ort dem Justiz- und Kammeramt Feuchtwangen.
1806 kam Bottenweiler an das Königreich Bayern. Mit dem Gemeindeedikt (frühes 19. Jahrhundert) wurde Bottenweiler dem Steuerdistrikt und der Ruralgemeinde Wildenholz zugeordnet. Spätestens 1840 löste sich Bottenweiler mit Großmühlen und Waldhausen und bildete eine eigene Ruralgemeinde. Sie unterstand in Verwaltung und Gerichtsbarkeit dem Landgericht Feuchtwangen. Die Gemeinde hatte 1964 eine Gebietsfläche von 4,645 km². Im Zuge der Gebietsreform in Bayern wurde diese am 1. November 1971 nach Wörnitz eingemeindet.

### Einwohnerentwicklung
Gemeinde Bottenweiler
| Jahr      | 1840  | 1852   | 1855   | 1861   | 1867   | 1871   | 1875   | 1880   | 1885   | 1890   | 1895   | 1900   | 1905   | 1910   | 1919   | 1925   | 1933   | 1939   | 1946   | 1950   | 1952   | 1961   | 1970   |
| Einwohner | 207   | 229    | 229    | 222    | 221    | 225    | 245    | 253    | 241    | 230    | 202    | 204    | 195    | 208    | 195    | 178    | 171    | 173    | 198    | 197    | 179    | 150    | 138    |
| Häuser    | 31    |        |        |        |        | 40     |        |        | 42     | 41     |        | 41     |        |        |        | 39     |        |        |        | 33     |        | 29     |        |
| Quelle    | [ 9 ] | [ 14 ] | [ 14 ] | [ 15 ] | [ 16 ] | [ 17 ] | [ 18 ] | [ 19 ] | [ 20 ] | [ 21 ] | [ 14 ] | [ 22 ] | [ 14 ] | [ 23 ] | [ 14 ] | [ 24 ] | [ 14 ] | [ 14 ] | [ 14 ] | [ 25 ] | [ 14 ] | [ 10 ] | [ 26 ] |

Ort Bottenweiler
| Jahr      | 001818 | 001840 | 001861 | 001871 | 001885 | 001900 | 001925 | 001950 | 001961 | 001970 | 001987 |
| Einwohner | 67     | 97     | 99     | 92     | 100    | 84     | 62     | 81     | 47     | 46     | 30     |
| Häuser    | 17     | 14     |        |        | 19     | 19     | 18     | 14     | 12     |        | 11     |
| Quelle    | [ 27 ] | [ 9 ]  | [ 15 ] | [ 17 ] | [ 20 ] | [ 22 ] | [ 24 ] | [ 25 ] | [ 10 ] | [ 26 ] | [ 1 ]  |

## Religion
Der Ort ist seit der Reformation evangelisch-lutherisch geprägt und bis heute nach St. Jakobus (Wildenholz) gepfarrt. Die Einwohner römisch-katholischer Konfession sind nach Kreuzerhöhung (Schillingsfürst) gepfarrt.